# Amtskennzeichen der australischen Grenzwache

Dienstflagge

Folgende Amtsbezeichnungen der australischen Grenzwache (Australian Border Force) existieren seit 2015.

## Amtsbezeichnungen und Amtskennzeichen der operativen Beamten
| Amtsbezeichnung                             | Assistant Border Force Officer (level 1) | Assistant Border Force Officer (level 2) | Border Force Officer    | Leading Border Force Officer                                  | Senior Border Force Officer | Border Force Supervisor |
| Australische Bundesbesoldungs- Gruppe       | APS 1                                    | APS 2                                    | APS 3                   | APS 4                                                         | APS 5                       | APS 6                   |
| Amtskennzeichen                             |                                          |                                          |                         |                                                               |                             |                         |
| Äquivalent in die Australian Defence Forces | Private Lance Corporal                   | Corporal                                 | Sergeant Staff Sergeant | Warrant Officer 2 Warrant Officer 1 2nd Lieutenant Lieutenant | Captain                     | Major                   |

Quelle:

## Amtsbezeichnungen und Amtskennzeichen der leitenden Beamten
| Amtsbezeichnung                             | Border Force Inspector | Border Force Superintendent | Commander | Assistant Commissioner | Deputy Commissioner | Commissioner |
| Australische Bundesbesoldungs- Gruppe       | EL 1                   | EL 2                        | SES 1     | SES 2                  | SES 3               | CEO          |
| Amtskennzeichen                             |                        |                             |           |                        |                     |              |
| Äquivalent in die Australian Defence Forces | Lieutenant Colonel     | Colonel                     | Brigadier | Major General          | Lieutenant General  | General      |

Quelle: